# Canoa/kayak ai Giochi della XXIX Olimpiade - C2 1000 metri maschile

## Batterie
Hanno partecipato alle batterie di qualificazione 13 equipaggi, suddivisi in 2 batterie: i primi 3 di ogni batteria si sono qualificati direttamente per la finale, mentre gli altri hanno disputato la semifinale.
18 agosto 2008
| Posizione | Atleta                                      | Paese    | Tempo    | Note |
| --------- | ------------------------------------------- | -------- | -------- | ---- |
| 1         | Christian Gille e Tomasz Wylenzek           | Germania | 3:40.939 | QF   |
| 2         | Constantin Ciprian Popa e Niculae Flocea    | Romania  | 3:41.846 | QF   |
| 3         | Andrew Russell e Gabriel Beauchesne-Sevigny | Canada   | 3:43.491 | QF   |
| 4         | György Kozmann e Tamás Kiss                 | Ungheria | 3:46.020 | QS   |
| 5         | Bertrand Hemonic e William Tchamba          | Francia  | 3:46.431 | QS   |
| 6         | Everardo Cristóbal e Dimas Camilo           | Messico  | 3:51.684 | QS   |
| 7         | Ruslan Džalilo e Petro Kruk                 | Ucraina  | 4:06.744 |      |

| Posizione | Atleta                                    | Paese       | Tempo    | Note |
| --------- | ----------------------------------------- | ----------- | -------- | ---- |
| 1         | Andrėj Bahdanovič e Aljaksandr Bahdanovič | Bielorussia | 3:40.369 | QF   |
| 2         | Serguey Torres e Karel Aguilar Chacón     | Cuba        | 3:41.171 | QF   |
| 3         | Sergej Ulegin e Aleksandr Kostoglod       | Russia      | 3:41.291 | QF   |
| 4         | Chen Zhongyun e Zhang Zhiwu               | Cina        | 3:41.658 | QS   |
| 5         | Wojciech Tyszynski e Paweł Baraszkiewicz  | Polonia     | 3:42.177 | QS   |
| 6         | Dejan Georgiev e Adnan Aliev              | Bulgaria    | 3:54.111 | QS   |

## Semifinali
I primi tre equipaggi della semifinale si sono qualificati per la finale.
20 agosto 2008
| Posizione | Atleta                                   | Paese    | Tempo    | Note |
| --------- | ---------------------------------------- | -------- | -------- | ---- |
| 1         | Wojciech Tyszynski e Paweł Baraszkiewicz | Polonia  | 3:42.435 | QF   |
| 2         | György Kozmann e Tamás Kiss              | Ungheria | 3:42.482 | QF   |
| 3         | Chen Zhongyun e Zhang Zhiwu              | Cina     | 3:42.619 | QF   |
| 4         | Dejan Georgiev e Adnan Aliev             | Bulgaria | 3:45.019 |      |
| 5         | Ruslan Džalilo e Petro Kruk              | Ucraina  | 3:46.050 |      |
| 6         | Bertrand Hemonic e William Tchamba       | Francia  | 3:48.406 |      |
| 7         | Everardo Cristóbal e Dimas Camilo        | Messico  | 3:49.695 |      |

## Finale
22 agosto 2008
| Posizione | Atleta                                      | Paese       | Tempo    |
| --------- | ------------------------------------------- | ----------- | -------- |
|           | Andrėj Bahdanovič e Aljaksandr Bahdanovič   | Bielorussia | 3:36.365 |
|           | Christian Gille e Tomasz Wylenzek           | Germania    | 3:36.588 |
|           | György Kozmann e Tamás Kiss                 | Ungheria    | 3:40.258 |
| 4         | Constantin Ciprian Popa e Niculae Flocea    | Romania     | 3:40.342 |
| 5         | Chen Zhongyun e Zhang Zhiwu                 | Cina        | 3:40.593 |
| 6         | Andrew Russell e Gabriel Beauchesne-Sevigny | Canada      | 3:41.165 |
| 7         | Wojciech Tyszynski e Paweł Baraszkiewicz    | Polonia     | 3:42.845 |
| 8         | Sergej Ulegin e Aleksandr Kostoglod         | Russia      | 3:44.669 |
| 9         | Serguey Torres e Karel Aguilar Chacón       | Cuba        | 3:48.877 |